# Domeniu stea

Un domeniu stea

O coroană circulară nu este un domeniu stea

În matematică o mulțime {\displaystyle S} din spațiu euclidian {\displaystyle \mathbb {R} ^{n}} este numită domeniu stea (sau domeniu în formă de stea) dacă există cel puțin un punct {\displaystyle s_{0}\in S} astfel încât pentru orice punct {\displaystyle s\in S,} tot segmentul dintre {\displaystyle s_{0}} și {\displaystyle s} este cuprins în {\displaystyle S.} Această definiție poate fi generalizată imediat la orice spațiu vectorial real sau complex.
Intuitiv, dacă se imaginează {\displaystyle S} ca fiind o regiune înconjurată de un zid, {\displaystyle S} este un domeniu stea dacă se poate găsi un punct de observare {\displaystyle s_{0}} în {\displaystyle S} din care orice punct {\displaystyle s} din {\displaystyle S} se află în raza vizuală. Un concept similar, dar distinct, este cel de mulțime radială.

## Exemple
- Orice dreaptă sau plan din {\displaystyle \mathbb {R} ^{n}} este un domeniu stea.
- Dacă {\displaystyle A} este o mulțime din {\displaystyle \mathbb {R} ^{n},} mulțimea {\displaystyle B=\{ta:a\in A,t\in [0,1]\}} obținută prin conectarea tuturor punctelor din {\displaystyle A} la origine este un domeniu stea.
- Orice mulțime convexă⁠(d) vidă este un domeniu stea. O mulțime este convexă dacă și numai dacă este un domeniu stea față de orice punct din acea mulțime.
- Un patrulater care se autointersectează este un domeniu stea, dar nu este convex.
- Un poligon în formă de stea este un domeniu stea a cărei frontieră este o succesiune de segmente conectate.

## Proprietăți
- închiderea a unui domeniu stea este un domeniu stea, dar interiorul unui domeniu stea nu este neapărat un domeniu stea.
- Orice domeniu stea este contractibil, printr-o omotopie în linie dreaptă. În special, orice domeniu stea este o mulțime simplu conexă.
- Orice domeniu stea, și doar un domeniu stea, poate fi „micșorat în sine”; adică pentru fiecare raport de dilatare {\displaystyle r<1,} domeniul stea poate fi dilatat cu acest raport {\displaystyle r} astfel încât domeniul stea dilatat să fie conținut în domeniul stea original.[1]
- Reuniunea sau intersecția a două domenii stea nu este obligatoriu să fie un domeniu stea.
- Un domeniu stea deschis nevid {\displaystyle S} în {\displaystyle \mathbb {R} ^{n}} este difeomorf cu {\displaystyle \mathbb {R} ^{n}.}